# Still Not Getting Any...
Still Not Getting Any... je druhé řadové album pop-punkové skupiny Simple Plan z roku 2004.

## Seznam skladeb
| Pořadí         | Název                | Délka |
| -------------- | -------------------- | ----- |
| 1.             | Shut Up              | 3:07  |
| 2.             | Welcome To My Life   | 3:22  |
| 3.             | Perfect World        | 3:53  |
| 4.             | Thank You            | 2:55  |
| 5.             | Me Against The World | 3:14  |
| 6.             | Crazy                | 3:38  |
| 7.             | Jump                 | 3:11  |
| 8.             | Everytime            | 4:03  |
| 9.             | Promise              | 3:34  |
| 10.            | One                  | 3:22  |
| 11.            | Untitled             | 4:00  |
| Celková délka: | Celková délka:       | 44:27 |